# Maria Flordeluna
Maria Flordeluna é uma telenovela filipina produzida e exibida pela ABS-CBN, cuja transmissão ocorreu em 2007.

## Elenco
- Eliza Santos - Maria Flordeluna Alicante
- Eula Valdez - Josephine "Jo" Espero-Alicante
- Albert Martinez - Gen. Leo Alvarado Alicante
- John Estrada - Gary Alvarado